# Scott Lynch
Scott Lynch (* 2. dubna 1978 Saint Paul, Minnesota) je americký spisovatel fantasy literatury. Stal se známým svou románovou sérií Páni parchanti, pojednávající o skupině ambiciózních podvodníků v prostředí připomínajícím italská středověká či renesanční města. Jeho díla jsou oceňována pro svou zábavnost a čtivost.

## Život
Scott Lynch se narodil 2. dubna 1978 ve městě Saint Paul v americkém státě Minnesota, později se přestěhoval do státu Wisconsin. Úspěchu dosáhl již svým prvním románem, Lži Lockeho Lamorry (2006), nominovaném na Cenu Comptona Crooka, Cenu Williama L. Crawforda, Cenu Augusta Derletha, World Fantasy Award a Cenu Johna W. Campbella pro nadějného nováčka žánru fantasy. V anketě čtenářů časopisu Locus získal druhé místo. Kromě psaní se Lynch věnuje také tvorbě a sbírání her na hrdiny, studiu historie a dobrovolnému hasičství. Lynch dlouhodobě zápasí s depresemi, které narušují jeho tvorbu a vedly k rozpadu jeho prvního manželství. O svých zkušenostech otevřeně hovoří. V roce 2016 se oženil podruhé, vzal si spisovatelku Elizabeth Bearovou.

## Dílo

### Páni parchanti
- Lži Lockeho Lamory (The Lies of Locke Lamora, anglicky 2006, česky 2009, Laser-books, překlad Roman Tilcer) – Román je situován do zločineckého podsvětí města Camorr, připomínajícího renesanční Benátky. V jeho uličkách se pohybuje Locke Lamorra se svou skupinkou podvodníků, říkajících si Páni parchanti. V příběhu se prolínají dvě základní linie: současnost, ve které se Locke utkává se záhadným Šedým králem, novou osobou v camorrském podsvětí, a retrospektivním odhalováním Lockova dětství a dospívání.
- Rudá moře pod rudými nebesy (Red Seas under Red Skies, anglicky 2007, česky 2011, Laser-books, překlad Roman Tilcer) – Cílem velkolepé loupeže, kterou plánují Locke Lamorra a Jean Tannen, je údajně nedobytný hráčský dům Hříště v městském státě Tel Verrar. Zároveň jsou však okolnostmi přinuceni vyplout na Moře mosazi a zblízka poznat námořnické řemeslo.
- Zlodějská republika (The Republic of Thieves, anglicky 2013, česky plánováno 2018, Laser-books, překlad Roman Tilcer)
- The Thorn of Emberlain (plánováno)
- The Ministry of Necessity (plánováno)
- The Mage and the Master Spy (plánováno)
- Inherit the Night (plánováno)

Mimo hlavní sérii:
- Bastards and the Knives (anglicky 2009) – Obsahuje dvě prequelové novely, „The Mad Baron's Mechanical Attic“ a „The Choir of Knives“.

### Queen of the Iron Sands
Dobrodružný seriál Queen of the Iron Sands (Královna železných písků), který Scott Lynch publikoval mezi lety 2009 a 2012 na svých webových stránkách, navazuje svým laděním především na pulpové sci-fi prózy první poloviny 20. století.

### Samostatné povídky
- „Mezi policemi“ („In the Stacks“, anglicky 2010, česky 2011 v antologii Meče & temná magie)
- „The Effigy Engine: Tale of the Red Hats“ (anglicky 2013)
- „V Teradanu do roku a do dne“ („A Year and a Day in Old Theradane“, anglicky 2014, česky 2016 v antologii Darebáci)
- „The Smoke of Gold is Glory“ (anglicky 2017)
- „The Fall and Rise of the House of Malkuril“ (anglicky 2018)